# 肺栓塞
肺栓塞（PE）是体循环的各种栓子（内源性或外源性栓子）阻塞肺动脉或其分支，从而引起肺循环和呼吸功能障碍的一组疾病或临床综合征。肺血栓栓塞（pulmonary thromboembolism，PTE）为最常见的肺栓塞，其为来自静脉系统或右心的血栓阻塞肺动脉或其分支所致的疾病，全名肺动脉血栓栓塞（pulmonary artery thromboembolism）。
肺栓塞一般指急性肺動脈栓塞，少數為慢性肺動脈栓塞。肺栓塞的症狀有呼吸困難、吸氣時胸痛，以及咳血等等，也可能會出現下肢靜脈血栓的症狀，使下肢產生紅、腫、痛等情形。肺栓塞的徵狀有氧氣濃度降低、呼吸急促、心跳加速，以及些微發燒。嚴重的病例可能會出現昏厥、休克，甚至猝死等。
肺栓塞時常肇因於下肢血栓行至肺部。而血栓形成的風險因子有罹患癌症或某些遺傳疾病、臥床過久、吸菸、中風、使用激素替代療法、懷孕、患有肥胖、曾接受過某些手術。有些案例的肺栓塞是由氣泡、脂肪栓塞或羊水所造成的。診斷時需要結合臨床症狀及檢驗結果來做確診。如果風險較低，可以檢測D-dimer來排除可能的情形。肺血管電腦斷層攝影、肺臟血流灌注掃描，或照腿部超音波等等。深靜脈栓塞與肺栓塞可以合稱為靜脈血栓栓塞（venous thromboembolism，VTE）。
預防肺栓塞發生有以下方法，如術後盡快活動、久坐時進行腿部運動，在某些手術後使用抗凝劑。治療時需搭配使用抗凝劑，像是肝素、華法林或是某種直接口服抗凝血劑（簡稱為 DOACs）等，以上皆建議至少使用三個月。嚴重的病例可能需要血栓溶解用藥，例如經由靜脈或插導管給抗凝血藥組織纖維溶酶原活化劑（簡稱為 tPA）或是接受手術（如 肺栓塞取栓術 。如果病患狀況不適合使用抗凝劑，可考慮使用暫時性下腔靜脈過濾器。
在歐洲，一年約有 43 萬人罹患肺栓塞，在美國，一年約有 30 到 60 萬名病例，其中約有 5 萬到 20 萬起致死案例，男女患病比例幾乎均等。隨著年齡增加，罹患此症越見普遍。